# Mwanza Mukombo
Albert Mwanza Mukombo (Congo Belga, 17 de diciembre de 1945 - Kinshasa, República Democrática del Congo; 13 de octubre de 2001) fue un defensor del fútbol congoleño que jugó para Zaire. También jugó para TP Mazembe.

## Trayectoria
Fue un jugador de fútbol africano nacido en el Congo Belga, el 17 de diciembre de 1945. Integró la histórica selección de Zaire (Hoy República democrática del Congo) siendo el primer seleccionado del África subsahariana que participaba de una Copa Mundial de Fútbol. Jugaba como defensor. Con Zaire se coronó campeón de la Copa Africana de Clubes Campeones 1973, consiguiendo la histórica clasificación al mundial de Alemania 74.
La selección de fútbol de Zaire debutó con un 0-2 ante Escocia. Posteriormente el conjunto africano sería recordado por sus actuaciones ante Yugoslavia y Brasil: los europeos golearon a los africanos por 9 a 0 y los Brasileños triunfaron con un más discreto 3-0. Contra Brasil se produjo la insólita jugada del tiro libre de falta a favor de la "verdeamarelha" que terminó lanzando de forma deliberada un jugador de Zaire. Mukombo jugó los tres partidos de titular.
Mwanza Mukombo falleció el 13 de octubre de 2001 a los 55 años.

## Popularidad en Argentina
Cómo curiosidad en Argentina Mukombo se hizo famoso por ser la figurita más difícil de conseguir para completar el álbum del mundial 1974, que curiosamente no se llamaba "Alemania 1974", sino "Munich 1974", siendo muy popular entre los pequeños fanáticos argentinos y convirtiéndose en una suerte de leyenda infantil, incluso varias décadas después. El futbolista jamás tuvo conocimiento de esta popularidad.

## Enlaces Externos
- Datos: Q3868809